# Антон Вилдганс
Антон Вилдганс (на немски: Anton Wildgans е австрийски поет, белетрист и драматург.

## Биография
Антон Вилдганс следва „Юриспруденция“ във Виенския университет. Завършва през 1908 г.
Работи 2 години като съдия-следовател, след което става писател на свободна практика. През 1913 г. Вилдганс е приет в масонската ложа „Шилер“ в Пресбург (днес: Братислава).
На 2 пъти – през сезоните 1921/1922 и 1930/1931 – е директор на виенския „Бургтеатър“. Става известен преди всичко със социалнокритичните си творби.
Вилдганс се застъпва енергично за австрийската държавна автономия, когато след Първата световна война мнозина се съмняват в жизнеспособността на нововъзникналите малки държави. Това отношение намира ясен израз в неговото „Слово за Австрия“ от 1930 г.
Антон Вилдганс умира от сърдечен удар в Мьодлинг на 51-годишна възраст. Погребан е в Централните виенски гробища.